# Rue de Crussol
La rue de Crussol est une voie du 11e arrondissement de Paris, en France.

## Situation et accès
La rue de Crussol est une voie publique située dans le 11e arrondissement de Paris. Elle débute au 4, boulevard du Temple et se termine au 63, rue de la Folie-Méricourt.

## Origine du nom
Le nom de la rue vient d'Alexandre-Charles-Emmanuel de Crussol (1743-1815).

## Historique
La partie située entre les rues Amelot et de la Folie-Méricourt a été percée en 1781 et terminée en 1788, au travers des marais appartenant au grand prieuré du Temple pour améliorer les revenus de ces marais.
La partie située entre l'ancienne rue des Fossés-du-Temple (disparue) et le boulevard du Temple, est ouverte en 1848.
Christophe Potter (1751-1817), homme politique anglais, chef d'entreprise français et agent secret, y installa vers 1790, une manufacture de porcelaine, dite du « Prince de Galles ». Cette manufacture employa à son apogée plus de 90 personnes. Certains artistes fameux y ont travaillé. Citons Ferdinand Muller, le fondateur de la manufacture suisse de Nyon, Joseph Zwinger, peintre et chimiste d'origine allemande, Michel Jossé Leriche, peintre venant de la manufacture de Sèvres.
Au no 10 commence la cité de Crussol.
Sam Szafran (1934-2019), artiste peintre français y occupa un atelier en 1968 et 1969.